# Gaál Béla (rendező)
Gaál Béla, eredeti neve: Goldstein Béla, névváltozat: Gál (Dombrád, 1893. január 2. – Dachaui koncentrációs tábor, 1945. február 18.) magyar színész, filmrendező.

## Pályafutása
Gál Miksa (Goldstein Pinkász) kisvárdai születésű gazdálkodó és Groszmann Malvin fia. Budapesten jogi tanulmányokat folytatott. 1913-ban az Országos Színészegyesület színiiskolájának növendéke volt, majd Szatmáron színészkedett, Győrben pedig rendezett. Az első világháború idején katonáskodott, utána színpadra lépett. 1919 márciusától októberéig a Zeneakadémia épületében megnyílt Madách Színház igazgatója lett. 1920 és 1922 között az Országos Színészegyesület színiiskolájában filmszínészetet tanított. 1927-től 1929-ig a Belvárosi Színház főrendezője volt.
1920-ban rendezett filmet először (Star filmgyár). A hangosfilm megjelenése után a legtöbbet foglalkoztatott filmrendezővé vált. Tehetségesen szolgálta ki mind a szórakoztatás, mind a hivatalos ideológia igényeit. Az örökzöld Meseautó is az ő alkotása. Az Országos Filmegyesület elnöke volt, majd saját filmiskolát nyitott.
A Budapesti Negyed szerint 1945 elején nyilasok ölték meg Budapesten. A Magyar Életrajzi Index szerint Budapesten halt meg 1945. január-február körül. Felesége Luczay Teréz volt, akit 1927. november 19-én Budapesten, a Terézvárosban vett nőül.

## Rendezései
- Vörösbegy (1921)
- Diadalmas élet (1923)
- Csak nővel ne! (1924)
- Rongyosok (1926)

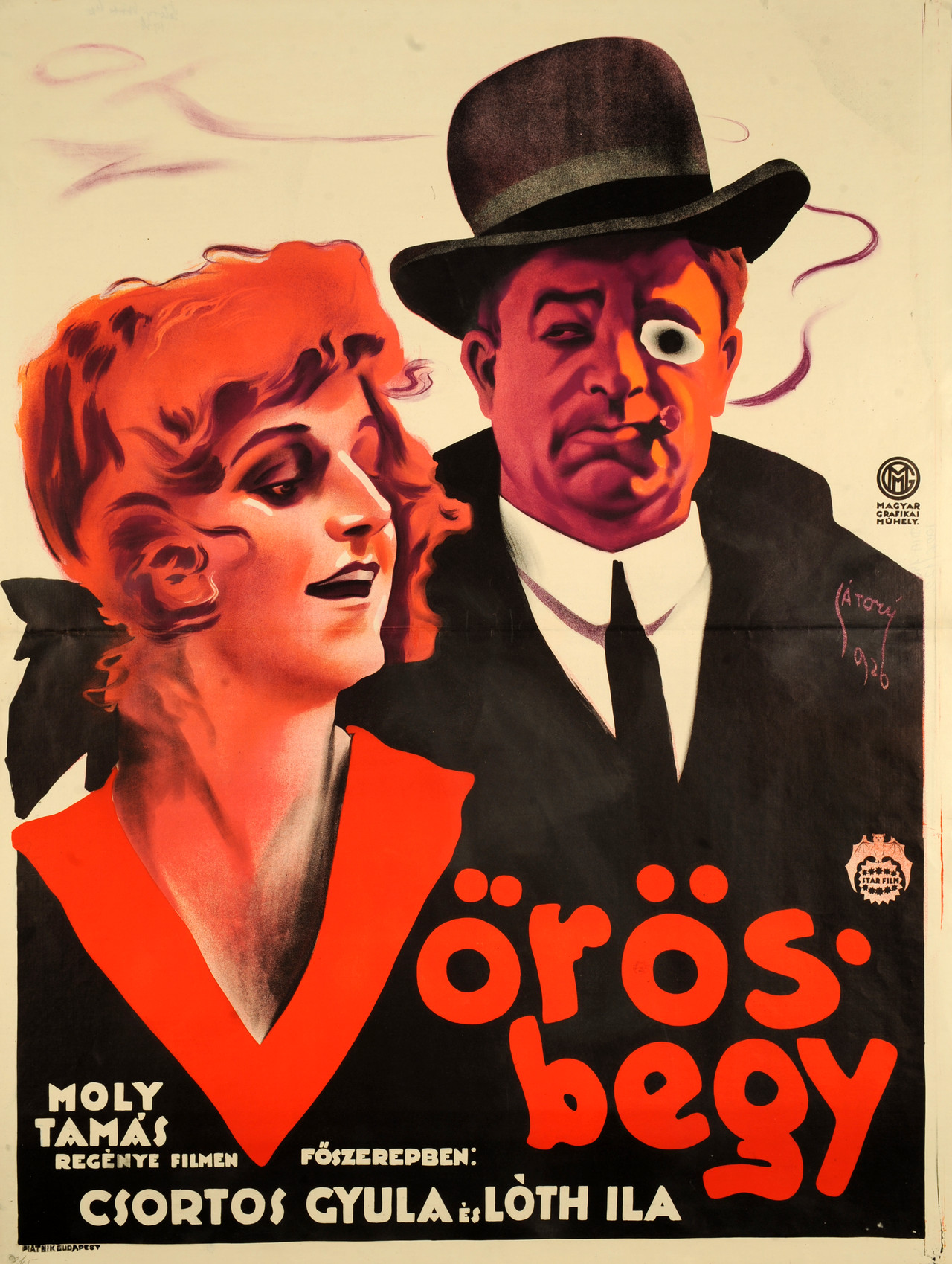
A „Vörösbegy” című film plakátja 1920

- A csodadoktor (1926, Major Dezsővel és Rátkai Mártonnal)
- A csárdáskirálynő (1927, Hans Schwartz-cal)
- Link és Flink (1927, szkeccs)
- Csak egy kislány van a világon (1929)
- Csókolj meg, édes! (1932)
- Hacsek a korzón (1932, rövid)
- Filléres gyors (1932)
- Vica, a vadevezős (1933)
- Mindent a nőért! (1933-34, Cziffra Gézával)
- Rotschild leánya (1934)
- Az új rokon (1934)
- Meseautó (1934)
- Helyet az öregeknek (1934)
- A csúnya lány (1935)
- Budai cukrászda (1935)
- Címzett ismeretlen (1935)
- Az új földesúr (1935)
- Évforduló (1936)
- Aranyember (1936)
- Hotel Kikelet (1937)
- Pesti mese (1937)
- Mai lányok (1937)
- Maga lesz a férjem (1937)
- Az ember néha téved (1937)
- Érik a búzakalász (1938)
- János vitéz (1938)

## Rendezőasszisztens
- Rákóczi induló (1933, magyar-német-osztrák)
- Ida regénye (1934, Renner Endrével)

## Forgatókönyvíró
- Diadalmas élet (1923, Zsoldos Andorral)
- Csókolj meg, édes! (1932, Emőd Tamással, Harsányi Zsolttal és Vadnay Lászlóval)
- Csak nővel ne! (1924)
- Vica, a vadevezős (1933)
- Budai cukrászda (1935, Zágon Istvánnal)
- Az új földesúr (1935, Hunyady Sándorral)
- Az aranyember (1936, Hevesi Sándorral)
- Maga lesz a férjem (1937)

## Filmszerepei
- Ha majd béke lesz (1916, szkeccs)
- Harrison és Barrison (1917)
- Harrison és Barrison II. (1918)
- Nick Winter négy új kalandja 1. rész Csavarszorítóban (1920) – Guth
- Nick Winter négy új kalandja 2. rész Éjjeli madarak (1920) – Guth
- Csókolj meg, édes! (1932) – filmrendező